# 哈散納
哈散纳（12世纪—1255年），《元朝秘史》作許孫，克烈部人，怯烈亦氏，蒙古帝国将领。
1203年，随从铁木真征王罕，一起喝班朱尼河水，受宠于成吉思汗，管领阿儿浑军。参加蒙古第一次西征，攻西域花剌子模汗国，到达薛迷则干、不花剌城等。窝阔台汗时，依然领阿儿浑军，并回回人匠三千户驻守寻麻林（今河北省万全县）。授平阳、太原两路达鲁花赤，兼管诸色人匠。后病逝。其子捏古伯。

## 延伸阅读
[在维基数据编辑]
 《元史/卷122》，出自宋濂《元史》
 《新元史/卷129》，出自柯劭忞《新元史》